# Recensement de la population en Union soviétique

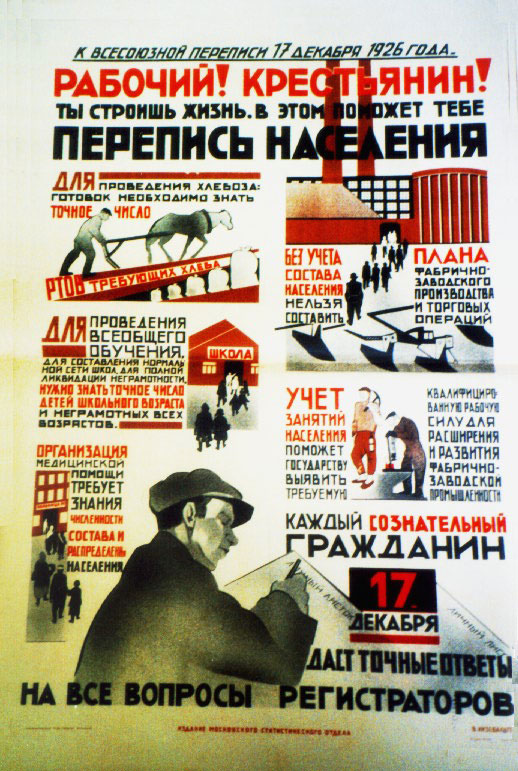
Affiche du premier recensement de la population d'URSS, en 1926.

Il y a eu un total de sept campagnes de recensement de la population en Union soviétique. La première campagne de recensement de la population d'URSS a eu lieu en 1926. Seuls six de ces recensements ont été rendus publics, les résultats du recensement de 1937, deuxième recensement de l'histoire de l'Union soviétique, ayant été classés et jamais publiés.

## Liste des recensements de la population d'Union soviétique
- Recensement soviétique de 1926
- Recensement soviétique de 1937
- Recensement soviétique de 1939
- Recensement soviétique de 1959
- Recensement soviétique de 1970
- Recensement soviétique de 1979
- Recensement soviétique de 1989